# Andreï Makarevitch
Andreï Vadimovitch Makarevitch (en russe : Андрей Вадимович Макаревич), né le 11 décembre 1953 à Moscou (Union soviétique), est un musicien de rock soviétique et russe, fondateur de Machina Vremeni (« machine à voyager dans le temps »), le plus ancien groupe de rock toujours actif en Russie.

## Biographie
Après la chute de l’Union soviétique en 1991, Andreï Makarevitch se rapproche de l’élite politique russe. Il affiche dans les années 2000 son soutien politique à Dmitri Medvedev, le premier ministre devenu président en 2008, rencontre Vladimir Poutine et enregistre avec Mikhaïl Gorbatchev un album de chansons traditionnelles russes en 2009.
Il rompt avec le pouvoir russe après l’annexion de la Crimée en 2014 et revendique son soutien à l'Ukraine. De confession juive, il s’exile en Israël en 2022, puis est déclaré agent étranger par les autorités russes en septembre 2022.
Il est devenu un fervent partisan de la l’occupation des territoires palestiniens et de la colonisation israélienne.
Il participe début 2024 à un documentaire promotionnel produit par le Conseil de Yesha, l’association qui représente l’ensemble des colonies illégales en Cisjordanie occupée, à destination des russophones d’Israël et de l’étranger. Il affiche son soutien à l'armée israélienne lors de la guerre de Gaza, se produisant sur des bases militaires.

## Filmographie
Andreï Makarevitch a tenu un des principaux rôles dans le film Still Waters (en) (Tikhiye omuty (ru)) d'Eldar Riazanov, sorti en 2000. Il a composé également la musique de plusieurs films dont Les Chiens (1989).
Il apparaît dans le film documentaire I am Katya Golubeva (2016) réalisé par Natalija Ju et consacré à Katerina Golubeva.